# The Green Hornet (film 2011)
The Green Hornet è un film del 2011 diretto da Michel Gondry, adattamento cinematografico del personaggio radiofonico e televisivo de Il Calabrone Verde. È una commedia di supereroi distribuita anche in 3D e nel circuito IMAX.
Il film racconta le vicende del supereroe improvvisato Britt Reid, interpretato da Seth Rogen, che sotto le vesti del misterioso Green Hornet lotta contro il crimine aiutato dall'esperto in arti marziali Kato, interpretato da Jay Chou. Del cast fanno parte anche Christoph Waltz nel ruolo di Benjamin Chudnofsky, Cameron Diaz nel ruolo di Lenore Case ed Edward James Olmos nel ruolo di Mike Axford.

## Trama
Britt Reid è il figlio del miliardario James Reid, severo editore del celebre giornale di Los Angeles The Daily Sentinel. Britt è un playboy irresponsabile che spende il suo patrimonio in notti folli con gli amici, ma il suo atteggiamento cambia quando suo padre, che lo aveva sempre criticato, viene trovato morto a causa di una reazione allergica da puntura d'ape. Dopo il funerale Britt licenzia tutto lo staff del padre, fatta eccezione per la sua cameriera, riassumendo però subito dopo Kato, meccanico personale di James ed esperto di arti marziali, un individuo pieno di talenti nascosti.
Britt e Kato si ubriacano assieme e, dopo avere ammesso che entrambi odiavano James, decidono di recarsi sulla sua tomba e decapitare la statua in sua memoria come rivalsa postuma; subito dopo vedono una coppia che viene aggredita da alcuni malviventi e assieme la salvano, malgrado la goffaggine di Britt. Britt e Kato però vengono scambiati dalla polizia per i criminali e inseguiti lungo le strade della città; Kato riesce a seminarli grazie alle sue doti di autista e ai potenziamenti compiuti sull'auto.
Tornati alla villa di famiglia, Britt cerca di convincere Kato a combattere il crimine mascherandosi loro stessi da criminali, per agevolare la loro infiltrazione nelle bande e per impedire ai loro nemici di usare degli innocenti contro di loro. Kato infine accetta e sviluppa, grazie alle sue doti di geniale progettista meccanico, una nuova vettura blindata, realizzata in policarbonato industriale, equipaggiata con numerose armi e strumenti ipertecnologici, che chiamano "Black Beauty", alias la Pantera Nera. Per attirare l'attenzione sul suo nuovo personaggio, Britt usa il Daily Sentinel pubblicando una serie di articoli su un fantomatico "criminale molto pericoloso", detto Green Hornet, il Calabrone Verde.
Britt decide nel frattempo di assumere Lenore Case, una laureata in criminologia, come assistente e ricercatrice, usando a sua insaputa ciò che lei gli dice per progettare le successive mosse del suo alter ego mascherato e aumentare l'interesse attorno a Green Hornet. Britt e Kato fanno esplodere numerose raffinerie di droga, lasciando il loro biglietto da visita per il capo dei criminali. Costui è Benjamin Chudnofsky, un mafioso russo psicopatico armato di una letale pistola-doppietta che ha riunito sotto di sé tutte le famiglie criminali di Los Angeles. Vista la piega presa dagli avvenimenti, il caporedattore del Daily Sentinel Mike Axford teme che tutta questa vicenda possa mettere in pericolo l'incolumità dei giornalisti, mentre il Procuratore Distrettuale di Los Angeles Frank Scanlon è indispettito dalle continue notizie di attività criminali pubblicate sul giornale, che rischiano di mettere a repentaglio la sua rielezione.
Britt chiede a Lenore di uscire con lei, ma la donna rifiuta e anzi invita Kato a cena, facendo quindi ingelosire Britt. Durante la cena Kato apprende da lei che i mafiosi, come pratica abituale per tentare di uccidere gli avversari, organizzano incontri con la scusa di appianare le divergenze. Britt dice poi a Kato che Chudnofsky ha giusto offerto loro un incontro in tal senso. Kato, percependo il pericolo, tenta di dissuaderlo ma Britt, sentendosi sminuito da lui, decide di seguire il suo istinto e accetta l'incontro. La cosa si rivela quasi fatale dato che Chudnofsky cerca di ucciderli, senza successo.
Sfuggiti per un soffio e ritornati malconci alla villa di famiglia, Britt e Kato iniziano a litigare e hanno una colluttazione, da cui consegue il licenziamento di Kato e Lenore, dato che Britt è convinto abbiano una relazione. Kato riceve quindi una email da Chudnofsky all'indirizzo di posta di Green Hornet, con un'offerta di $1 milione di dollari e il controllo di mezza città per uccidere Britt. Nel frattempo, Britt scopre che Scanlon è, al di là delle apparenze, un procuratore corrotto e che aveva cercato in passato di corrompere e quindi ricattare suo padre James, per far apparire all'opinione pubblica che la criminalità in città fosse meno preoccupante di quanto in realtà era e, di conseguenza, fare carriera come procuratore.
Scanlon invita Britt a un incontro al ristorante, dove gli rivela di aver ucciso lui stesso suo padre, dato che non voleva più piegarsi alle sue pretese di controllo della stampa, gli ha iniettato un composto allergico con una siringa e lasciando un insetto morto per far credere che fosse colpa sua. Nel frattempo giunge Kato, che invece che uccidere Britt attacca gli scagnozzi di Chudnofsky, dando il tempo a lui e Britt di scappare, dato che Chudnofsky, soprannominatosi "Sanguinofsky", e il suo alleato Scanlon hanno ormai scoperto l'identità segreta di Green Hornet. Nella fuga, inseguiti dalla banda del russo al completo, si dirigono verso il Daily Sentinel, dove Britt ha intenzione di pubblicare sul web la confessione di Scanlon, scoprendo però solo in quel momento di non averla registrata.
Penetrati con la loro potente vettura all'interno dell'edificio devastandolo, ingaggiano uno scontro a fuoco con Chudnofsky e i suoi uomini. Kato riesce ad eliminare tutti i membri della banda del mafioso e, colpito a sua volta, ha infine la meglio anche su Chudnofsky uccidendolo con l'aiuto di Britt. In quel momento i poliziotti della SWAT arrivano e sparano a Green Hornet, ferendolo a una spalla; i due eroi usano quel che rimane della seconda Black Beauty per gettare Scanlon fuori dal decimo piano del palazzo, uccidendolo nella caduta. Inseguiti da tutta la polizia della città, Green Hornet e Kato, sopravvissuti grazie a dei paracadute nei sedili, si rifugiano a casa di Lenore, dove lei apprende con sgomento le loro identità segrete e di essere stata suo malgrado la mente dietro le azioni del duo spericolato.
Nonostante sia furiosa, Lenore li aiuta a nascondersi dalla polizia e cerca di curare la ferita di Britt, che però è troppo grave. La mattina dopo, mentre Britt commemora come fosse un eroe il procuratore ucciso e conferisce la promozione a redattore capo ad Axford durante una conferenza stampa di fronte al giornale, arriva all'improvviso la vettura di Green Hornet e da un finestrino aperto Kato gli spara a salve. In questo modo Britt può giustificare la ferita alla spalla ed essere finalmente portato all'ospedale, mentre Kato fugge via. In seguito i due compagni riparano la statua per il memoriale del padre di Britt che avevano decapitato e fanno la pace con la sua memoria. Ora, con l'aiuto di Lenore, Britt e Kato possono continuare a combattere la criminalità, infrangendo la legge.

## Distribuzione
L'uscita del film era inizialmente prevista per il 25 giugno 2010, ma la data è stata posticipata al 14 gennaio 2011, per permettere la conversione in 3D della pellicola.
In Italia il film è stato distribuito da Sony Pictures il 28 gennaio 2011.

## Accoglienza e incassi
Benché inferiore alle aspettative, il film ha avuto un discreto successo, ricavando in totale al botteghino 227,8 milioni di dollari, quasi il doppio delle spese di produzione (stimate in circa 120 milioni).

## Critica
(Gabriele Niola, mymovies.it)
Il Morandini scrive che "a modo suo, è un film d'autore o almeno personale" dato che Seth Rogen l'ha prodotto, scritto e interpretato.